# Abdallah ben Abdelrahman ben Mohammed al-Mogbel
Pour les articles homonymes, voir Abdelrahman.
Abdallah ben Abdelrahman ben Mohammed al-Mogbel, né le 20 août 1954, est un homme politique saoudien,  maire de la ville de Riyad, la capitale de l'Arabie saoudite, de 2012 à 2014, puis ministre des transports de 2014 à 2016.

## Biographie
Abdallah al-Mogbel est diplômé en ingénierie civile de l'université saoudienne du pétrole et des minéraux (1978), et commence sa carrière au ministère de la communication de son pays. Il est le maire de Riyad de 2012 à 2014, puis ministre des transports de 2014 à 2016.
est un fonctionnaire saoudien qui travaille dans les domaines de l'ingénierie, de la gestion et des affaires.  Il a occupé de nombreux postes administratifs et ministériels au sein du gouvernement saoudien, notamment le poste de ministre des Transports en Arabie saoudite.  Il est connu pour sa vaste expérience dans l'amélioration des transports publics et s'est engagé à introduire des technologies modernes pour améliorer l'efficacité et la sécurité dans toute l'Arabie saoudite et à l'étranger.  Il est également président honoraire à vie de la Fédération routière internationale (IRF), ce qui témoigne de sa reconnaissance pour ses efforts et ses réalisations.
L'ingénieur Al-Mogbel a également occupé les postes de secrétaire de la région de Riyad et de secrétaire du haut-commissariat pour le développement de la ville de Riyad.  Il a présidé les conseils d'administration de plusieurs entreprises et organisations locales et internationales, dont la Saudi Public Transport Company (SAPTCO) et la Riyadh Development Company.
Il a dirigé plusieurs projets vitaux pour développer les infrastructures en Arabie saoudite au cours de son mandat gouvernemental, ce qui a contribué au développement de l'économie saoudienne et a accru sa stature à l'échelle internationale.  Il est bien connu pour sa vaste expérience dans la gestion et la mise en œuvre de grands projets de transport en Arabie saoudite, en particulier le projet de train à grande vitesse Haramain qui relie Médine et La Mecque, qui est l'un des plus grands projets de transport de la région.
L'ingénieur Al-Mogbel est considéré comme l'une des personnalités influentes du secteur des infrastructures et des transports en Arabie saoudite. Il a reçu de nombreux prix et distinctions pour sa carrière professionnelle qui s'étend sur plus de 30 ans, notamment le prix de l'homme de l'année 2007 décerné par le  Fédération routière internationale.